# Domovinska građanska stranka
Domovinska građanska stranka (DGS) je nekadašnja hrvatska izvanparlamentarna desna politička stranka koja se u svom djelovanju rukovodila učenjima dr. Ante Starčevića i koja se je zalagala za obnovu Hrvatske u obliku monarhije.
Stranku je 21. lipnja 1992. osnovao Drago Mintas; ukinuta je 14. ožujka 2007. odlukom Središnjega državnog ureda za upravu.

## Načela stranke
Osnovna načela stranke bila su:
- zaštita ljudskih prava bez obzira na narodnu ili vjersku pripadnost
- izgradnja Hrvatske na demokratskim i slobodarskim temeljima tako da cilj svakog djelovanja bude na dobrobit naroda, odnosno ostvarenje ljudske sreće, duhovne, moralne i političke preobrazbe Hrvatske kroz nacionalno pomirenje i na zadovoljstvo svakog njenog građanina
- suverenitet hrvatskog naroda
- vraćanje hrvatskoj tradiciji i hrvatskim korijenima obnovom Kraljevine Hrvatske kao oblika društvenog uređenja
- pravna država i neovisno sudstvo
- razvijanje hrvatske nacionalne svijesti
- sloboda vjeroispovijesti
- očuvanje obitelji i materinstva
- socijalna pravda
- oživljavanje gospodarstva i razvoj njegove jadranske orijentacije.

## Ustrojstvo stranke

### Unutarnje ustrojstvo
- Sabor
- Glavni stan [3]
- Predsjedništvo
- Krunski savjet
- Nadzorni odbor
- Časni sud

### Područno ustrojstvo
- Općinski ogranci
- Gradske podružnice

## Vanjske poveznice
- Informacije o stranci (HIDRA)